# レオポルト・ブラウエンシュタイナー
レオポルト・ブラウエンシュタイナー（Leopold Blauensteiner、1880年1月16日 - 1947年2月19日）はオーストリアの画家である。

## 略歴
ウィーンで生まれた。父親はブラウエンシュタイナーが生まれた少し後に亡くなり、母親もブラウエンシュタイナーが7歳の時に亡くなった。メルク修道院が運営する学校(Stiftsgymnasium Melk)で学び、同級生に画家になったルドルフ・ユンク(Rudolf Junk: 1880-1943)とリヒャルト・クルト・ドーニン(Richard Kurt Donin: 1881-1963)がいた。学生時代んメルク修道院の修復の仕事に参加した。高校を卒業後、1年間軍務につき、1898年から1903年はウィーン美術アカデミーでクリスティアン・グリーペンケールに学び、ウィーン大学の美術史の講義も受講した。「ウィーン分離派」の主要なメンバーの一人、アルフレート・ロラーから個人レッスンも受けた。ロラーは分離派の公式雑誌「Ver Sacrum」の出版を監督していて、1903年と1904年にブラウエンシュタイナーの多色木版画がこの雑誌に掲載された。
1904年に結婚し、3人の息子が生まれ、1916年から1930年の間はメルクに住んだ。1925年からはメルクの文化財管理局（Bundesdenkmalamt）の学芸員を務めた。1909年にグスタフ・クリムトを中心とするグループの理事を務め、1911年にハインリヒ・レフラーらの美術家集団「ハーゲン・ブント(Hagenbund)」のメンバーになり、1921年まで会員で理事であった。第一次世界大戦が始まると騎兵部隊の将校として1916年まで働いた。
1924年に「Die Hand」という美術家集団のメンバーになり、ウィーンの展示会場(Zedlitzhalle)で開かれた展覧会に出展した。1920年からアカデミックな芸術家団体クンストラーハウスの会員になった。
1927年にオーストリア国家賞(Österreichischen Staatspreis)も受賞した。1929年に1年間の旅行奨学金を得てイタリアに旅した。1932年に国家賞メダル (Staatspreis-Medaille)を受賞し、教授の称号を授与された。
1932年7月に国民社会主義ドイツ労働者党（ナチス）の党員になったがオーストリアでのナチスの活動が禁止されると脱会し、1934年に人民戦線に参加した。1937年にオーストリア芸術家組合(Genossenschaft bildender Künstler Wiens)の会長になり、1938年にクンストラーハウスの会長に選ばれた。
1838年にナチスがオーストリアを併合した後、1939年にウィーンの帝国造形芸術院(Reichskammer der bildenden Künste)の会長に任じられ、1941年までその仕事を務めた。1944年にクンストラーハウスの展示会場が航空機工場として接収されるのを防ぎ、「退廃芸術」とされたキャリー・ハウザーやオスカー・ココシュカ、エゴン・シーレらの作品をアルトアウスゼー(Altaussee)の岩塩坑跡地に移し、破壊されるのを防いだ。
第二次世界大戦で2人の息子を失い、1945年にナチス協力者として逮捕され起訴されたが裁判で無罪となった。1947年にウィーンで亡くなった。
風景画や肖像画を描いた。

## 作品

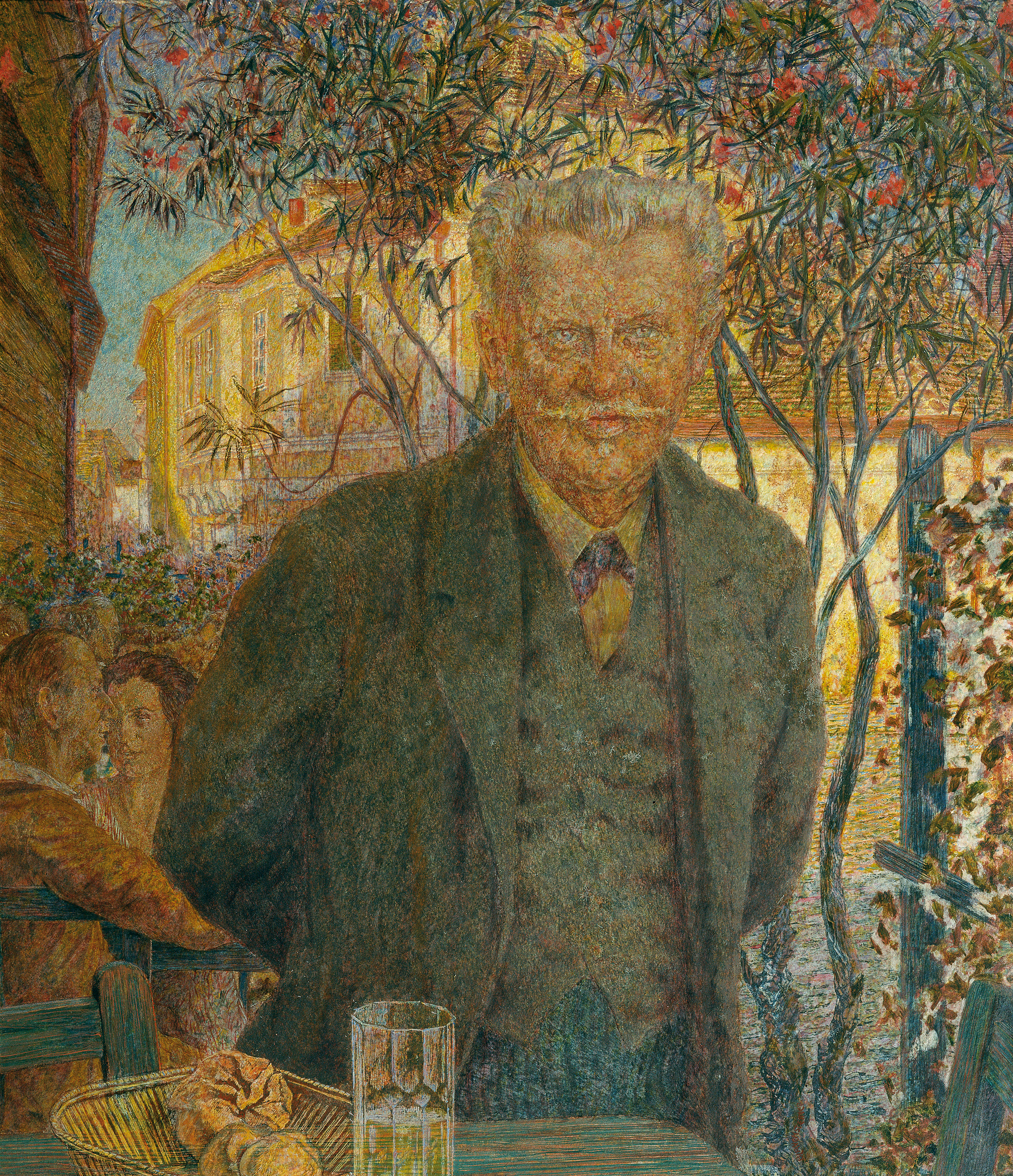
メルクの宿屋の主人の肖像画
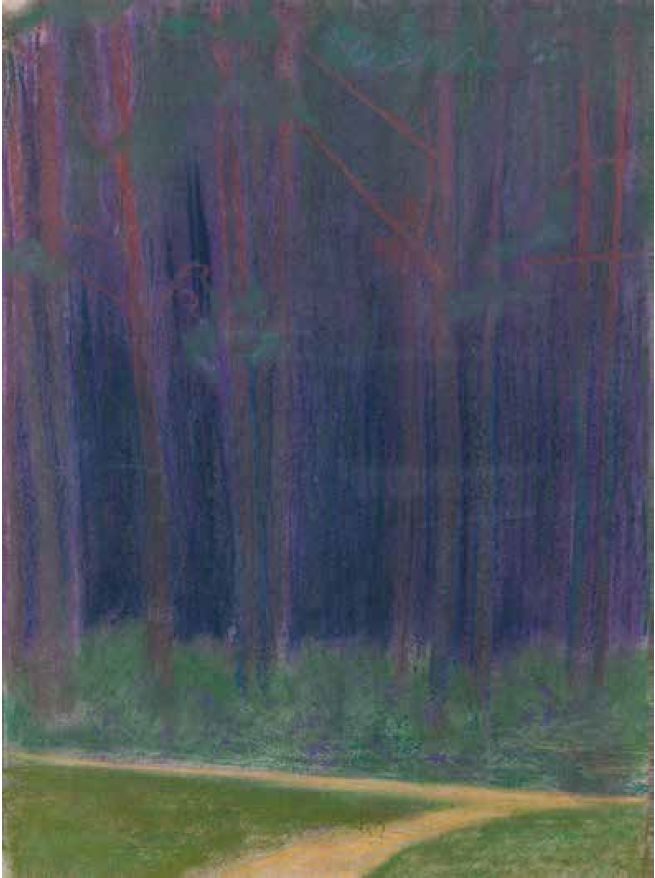
森のはずれ
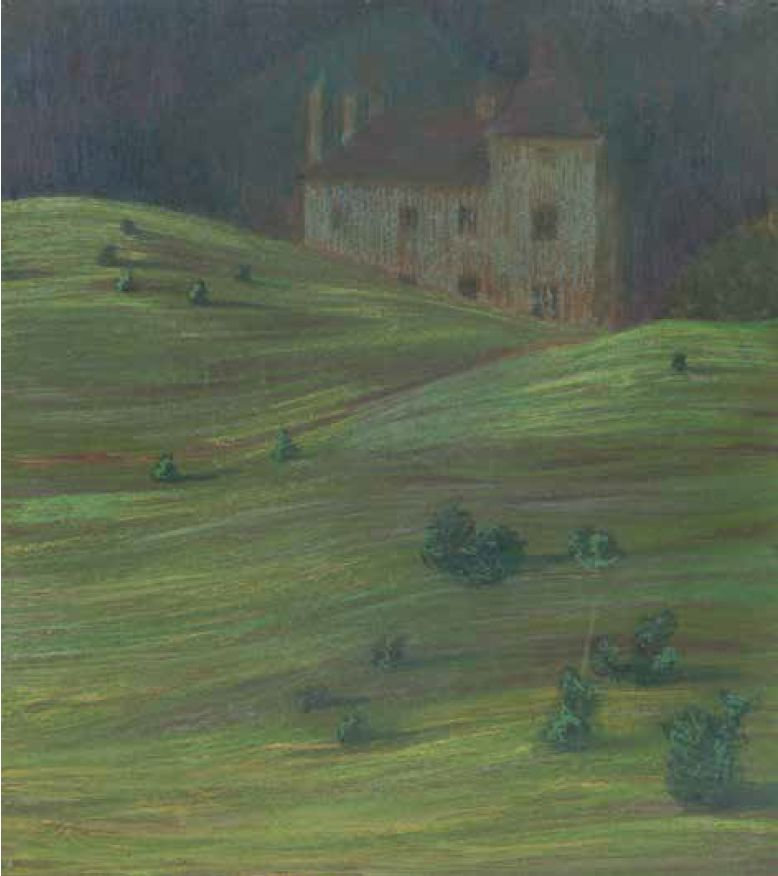
学校
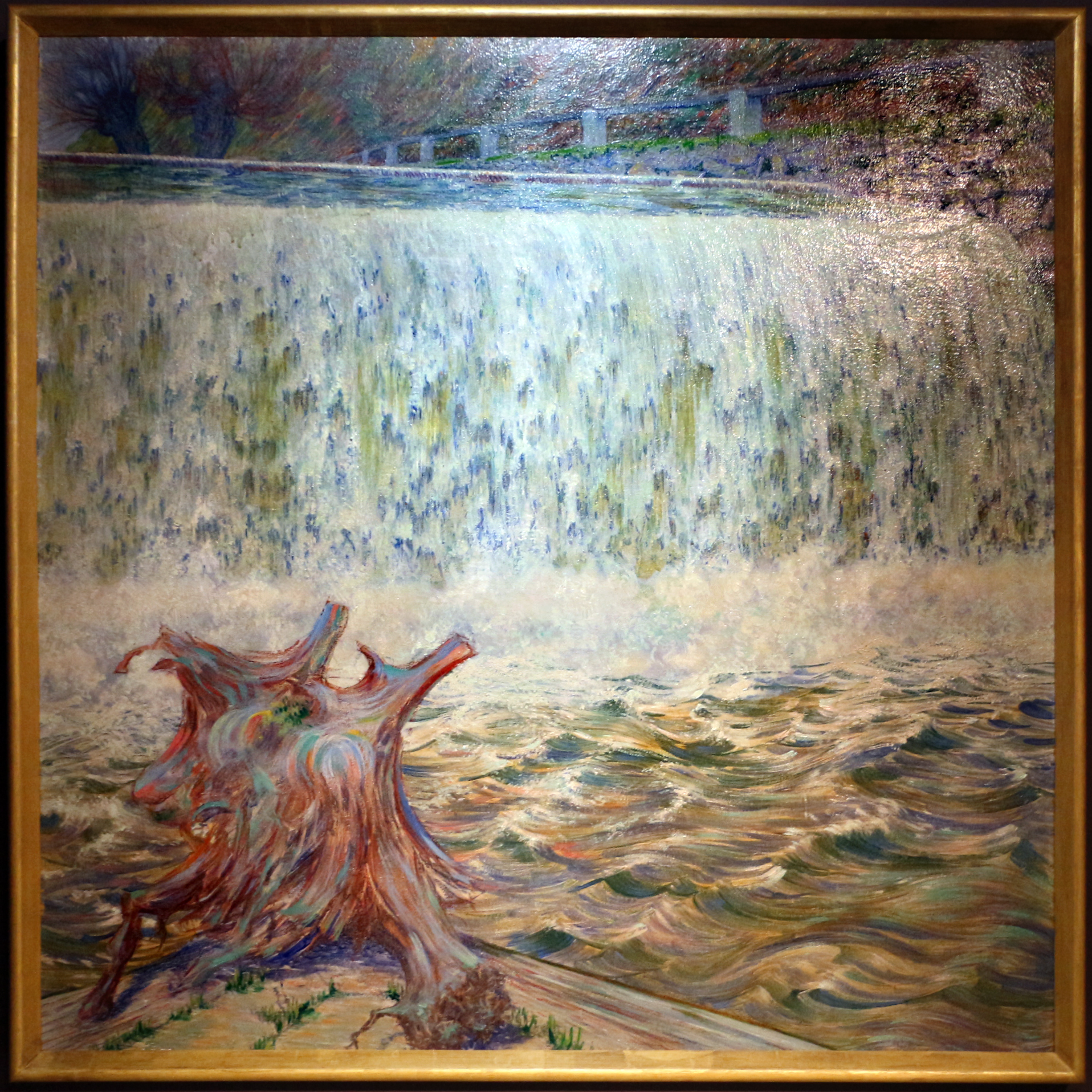
ピエラッハの滝

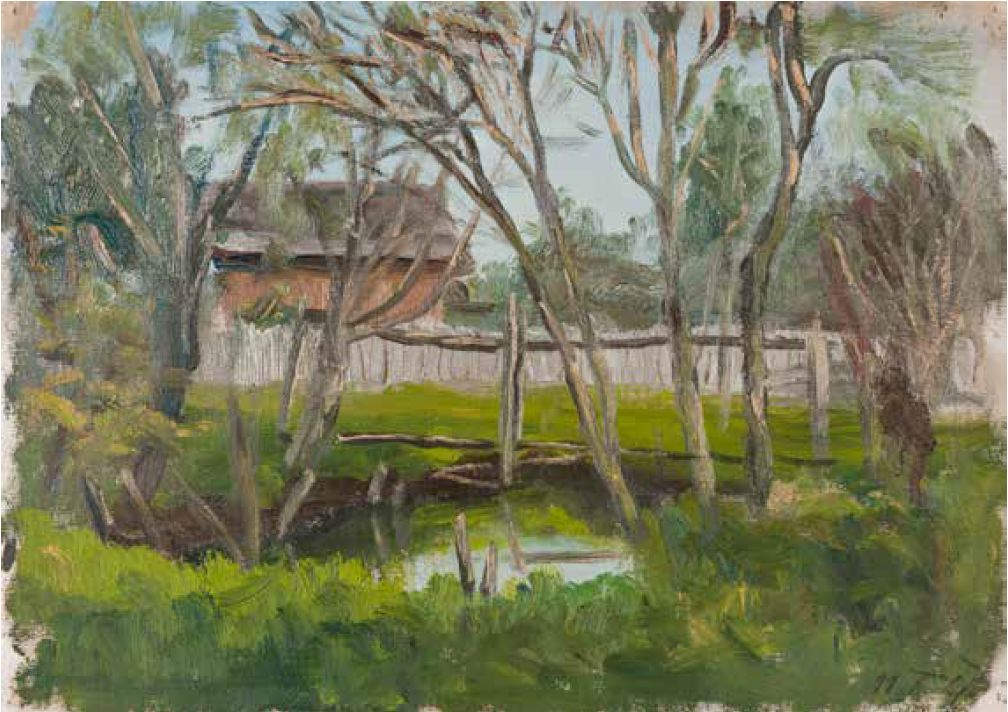
風景画
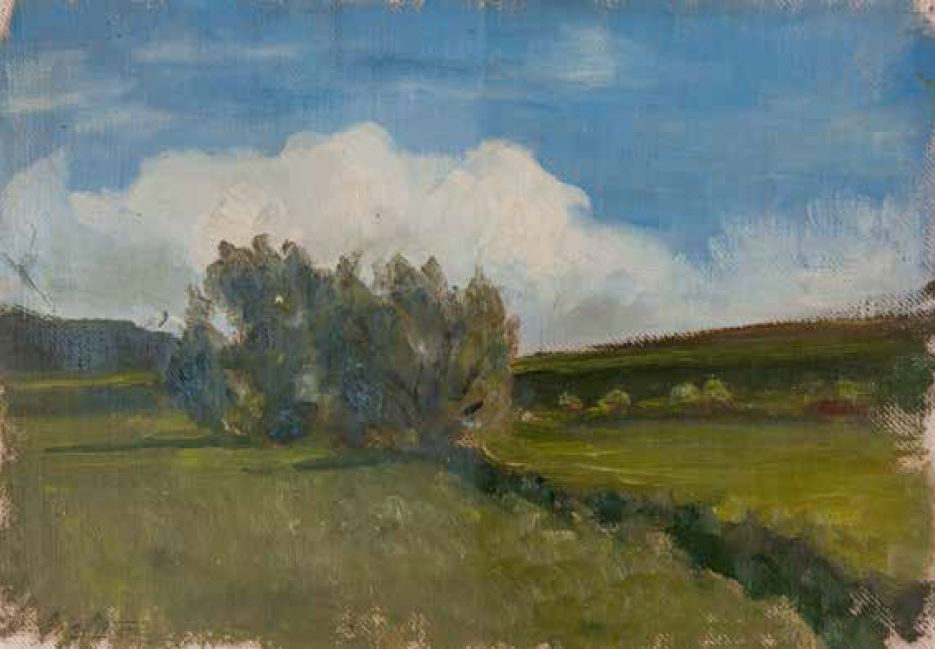
風景画
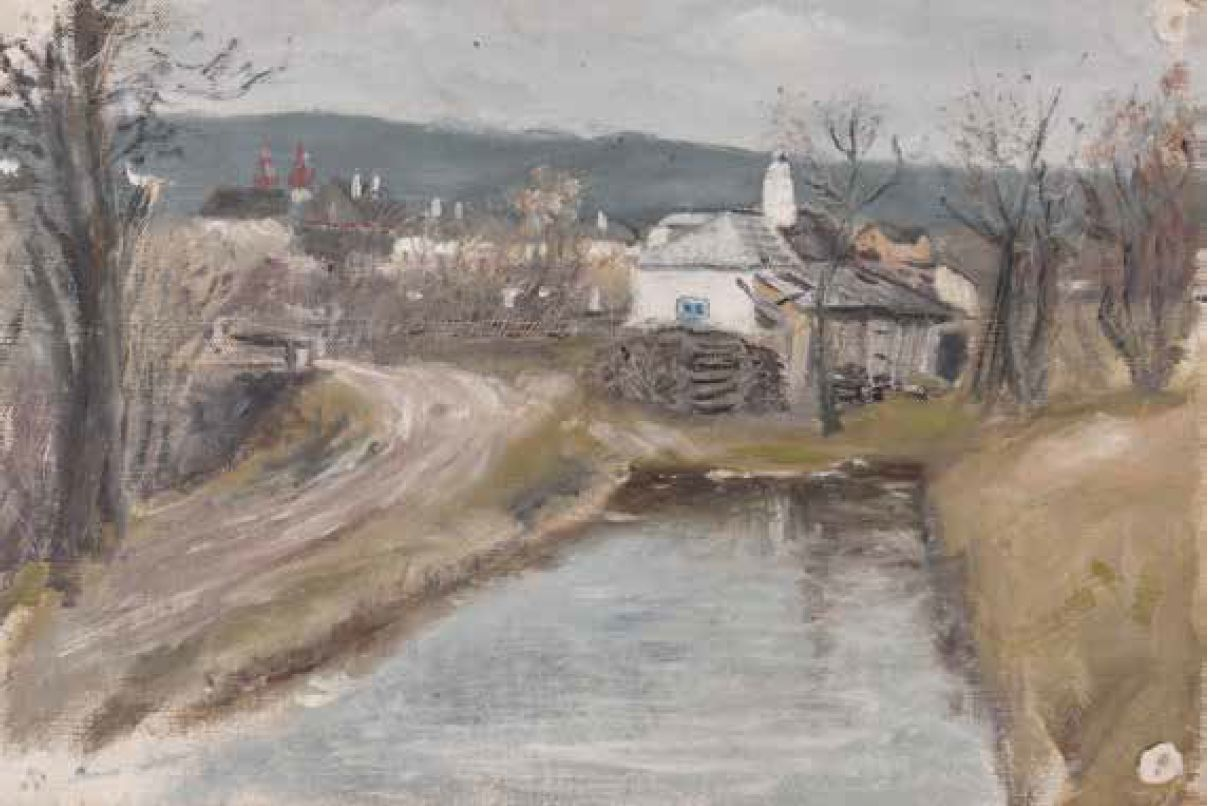
風景画